# Pyongan Bắc
P'yŏngan Bắc (P'yŏngan-pukto, Hán Việt: Bình An Bắc đạo) là một tỉnh Cộng hòa Dân chủ Nhân dân Triều Tiên. Tỉnh đã được lập năm 1896 từ nửa phía bắc của tỉnh cũ P'yŏngan, là một tỉnh của Triều Tiên cho đến năm 1945, sau đó là tỉnh của Triều Tiên. Tỉnh lỵ là Sinŭiju. Năm 2002, Vùng hành chính đặc biệt Sinuiju—gần thành phố Sinuiju—được thành lập thành một đặc khu riêng.
Sông Áp Lục tạo thành biên giới phía bắc với tỉnh Liêu Ninh và Trung Quốc. Tỉnh này về phía đông giáp Chagang còn phía nam giáp Nam P'yŏngan. Phía tây là vịnh Triều Tiên và Hoàng Hải.

## Hành chính
North P'yŏngan được chia thành 3 thành phố ("Si") và 22 huyện ("Kun").

### Các thành phố
- Sinŭiju-si (신의주시; 新義州市)
- Chŏngju-si (정주시; 定州市)
- Kusŏng-si (구성시; 龜城市)

### Các huyện
- Ch'angsŏng-gun (창성군; 昌城郡)
- Ch'ŏlsan-gun (철산군; 鐵山郡)
- Ch'ŏnma-gun (천마군; 天摩郡)
- Hyangsan-gun (향산군; 香山郡)
- Kujang-gun (구장군; 球場郡)
- Kwaksan-gun (곽산군; 郭山郡)
- Nyŏngbyŏn-gun (녕변군; 寧邊郡); xem thêm: lò phản ứng Yongbyon
- Pakch'ŏn-gun (박천군; 博川郡)
- P'ihyŏn-gun (피현군; 枇峴郡)
- Pyŏktong-gun (벽동군; 碧潼郡)
- Ryongch'ŏn-gun (룡천군; 龍川郡)
- Sakchu-gun (삭주군; 朔州郡)
- Sindo-gun (신도군; 薪島郡)
- Sŏnch'ŏn-gun (선천군; 宣川郡)
- T'aech'ŏn-gun (태천군; 泰川郡)
- Taegwan-gun (대관군; 大館郡)
- Tongch'ang-gun (동창군; 東倉郡)
- Tongrim-gun (동림군; 東林郡)
- Ŭiju-gun (의주군; 義州郡)
- Unjŏn-gun (운전군; 雲田郡)
- Unsan-gun (운산군; 雲山郡)
- Yŏmju-gun (염주군; 鹽州郡)